# Alliopsis maculifrons
Alliopsis maculifrons este o specie de muște din genul Alliopsis, familia Anthomyiidae. A fost descrisă pentru prima dată de Zetterstedt în anul 1838.
Este endemică în Norway. Conform Catalogue of Life specia Alliopsis maculifrons nu are subspecii cunoscute.